# Catrano Catrani
Catrano M. Catrani (Città di Castello, Umbria, Itàlia, 31 d'octubre de 1910 – Buenos Aires, 19 d'octubre de 1974) va ser un director de cinema i productor ítaloargentí.
Catrani es va formar com a cineasta al seu país d'origen, estudiant en el Centre Sperimentale de Cinematografia de Roma. Va emigrar a l'Argentina el 1937, i es va radicar a Buenos Aires, on es va incorporar als Estudis San Miguel. Va dirigir nombrosos curtmetratges publicitaris i documentalés, i el 1942 va realitzar la seva primer obra d'envergadura, la comèdia En el último piso, amb Zully Moreno i Juan Carlos Thorry en els papers principals.
El seu primer gran èxit seria Alto Paraná, una comèdia costumista amb guió del novel·lista Velmiro Ayala Gauna i protagonitzada per Ubaldo Martínez en el paper del comissari don Fruits Gómez, un sardònic i astut policia de poble. El 1963, coguionada amb Félix Luna i amb música d'Ariel Ramírez, realitzaria La fusilación o El último montonero, sobre la mort cruenta del cabdill riojà Ángel Vicente Peñaloza a mans dels unitaris, que obtindria el premi a la Millor Direcció en el Festival Cinematogràfic Internacional de Sant Sebastià.
Va ser un dels fundadors de l'entitat Directores Argentinos Cinematográficos el 1958.

## Filmografia
Director
- ¿De quiénes son las mujeres? (1972)
- He nacido en la ribera (1972)
- Tacuara y Chamorro, pichones de hombres (1967)
- Santiago querido! (1965)
- La fusilación (1963)
- Álamos talados (1960)
- Alto Paraná (1958)
- Al sur del paralelo 42 (1955)
- Codicia (1955)
- Mujeres en sombra (1951)
- La comedia inmortal (1951)
- Lejos del cielo (1950)
- Los secretos del buzón (1948)
- Los hijos del otro (1947)
- Llegó la niña Ramona (1945)
- En el último piso (1942)

Productor
- He nacido en la ribera (1972)
- Las furias (1960)
- Álamos talados (1960)
- Alto Paraná (1958)
- Al sur del paralelo 42 (1955)

Guionista
- Tacuara y Chamorro, pichones de hombres (1967)
- La fusilación (1963)
- Alto Paraná (1958)
- Codicia (1955)

Actor
- Las furias (1960)